# Blu (Garbo)
Blu è un album discografico in studio del cantautore italiano Garbo, pubblicato nel 2002.

## Tracce
1. Niente di più – 3:09
2. Un bacio falso – 4:16
3. Per me – 4:33
4. Oggi va bene – 3:33
5. Un fiore in città – 3:42
6. 6 sei – 3:49
7. L'altra zona – 4:36
8. Il vampiro – 3:59
9. Your Love – 3:25
10. Da qualche parte – 4:27
11. TV – 3:27
12. Migliaia di rose – 5:47
13. Le strade blu – 4:25
14. Sangue del mio sangue – 4:41
15. Una sera infinita – 4:53

Durata totale: 62:42